# Rhondda (dal)
Rhondda (walesiska: Y Rhondda) eller Rhondda Valley (walesiska: Cwm Rhondda) är det gemensamma namnet på de två dalarna längs floden Rhonddas två grenar, Rhondda Fawr (Stora Rhondda) och Rhondda Fach (Lilla Rhondda). Rhondda ligger i kommunen Rhondda Cynon Taf i Wales.
Under andra hälften av 1800-talet var Rhondda ett av Storbritanniens största kolgruveområden. 